# Герберт Дж. Ганс
Герберт Дж. Ганс (7 травня 1927, Кельн — 21 квітня 2025, Нью-Йорк) — американський соціолог, викладав у Колумбійському університеті в період з 1971 по 2007 рік.
Герберт Дж. Ганс вважається одним з найбільш значних соціологів свого покоління, Ганс приїхав в Америку 1940 року як біженець. Почав навчання на факультеті соціології Чиказького університету, разом з ним навчалися відомі американські соціологи Девід Райсман і Еверетт Г'юз. Пізніше Ганс продовжив своє навчання в Університеті Пенсільванії.

## Біографія
Герберт Дж. Ганс народився в Кельні, Німеччина, 7 травня 1927 року. Сім'я Ганса іммігрувала до Сполучених Штатів 1940 року, отримавши громадянство 1945 року. Служив в армії з 1945 до 1956 року. Ганс навчався в Чиказькому університеті, закінчивши магістратуру 1950 року. З 1957 року продовжує навчання в Університеті Пенсильванії, де отримав звання кандидата соціологічних наук.
Ганс працював у Чиказькому управлінні будівництва помічником планувальника, в університеті Пенсильванії професором із розвитку та розбудови міста. Був професором соціології в Колумбійському університеті та професором соціології та планування в Массачусетському технологічному інституті в Кембриджі.
2004 року Герберт Дж. Ганс став 78-м президентом Американської соціологічної асоціації.
1967 року одружився з Луїзою Грюнер, від якої мав сина.
Герберт Дж. Ганс помер 21 квітня 2025 року в себе вдома у Нью-Йорку в 97-річному віці.

## Наукова діяльність

### Основні інтереси Ганса концентрувалися в шести галузях
1. Досліджень громад та соціології міста
2. Державна політика
3. Етнічність і раса
4. Популярна культура, засоби масової інформації, медіа новини
5. Демократія
6. Соціологія публічної сфери

Як зазначає Дж. Герберт Ганс: «Шість сфер можуть здаватися великою кількістю, але майже всі сфери моєї наукової діяльності пов'язані між собою. Більше того, кожна з перших п'яти сфер полягають у нерівності або рівності: економічній, політичній, соціальній та культурній. Останнє поле є винятком: я зацікавився соціологією публічної сфери, коли отримав посаду президента Американської Соціологічної Асоціації (ASA) 2004 року».
Термін «соціологія публічної сфери» було вжито відносно недавно, саме, Герберт Дж. Ганс у своїй роботі «Соціологія в Америці: дисципліна та громадськість» написаній у 1988 році вперше вжив даний термін.

## Дослідницька робота
Ганс почав досліджувати єврейських артистів, після чого пізніше з'явилася стаття про голлівудські фільми (Ганс, 1957), в якій, як і в його дисертації, він проаналізував як аудиторія має непрямий вплив на створення фільмів непряму роль можлива аудиторія у процесі створення фільмів. У тому ж році Ганс відвідав Голлівуд з метою проведення етнографічного вивчення фільму. Однак, це дослідження так і не відбулося.
Влітку 1957 Ганс поїхав до Великої Британії, щоб дослідити, чому більша частина аудиторії, як і більшість європейців, віддавали перевагу американським фільмам у порівнянні з вітчизняними фільмами (Ганс 1962). Результати були опубліковані в книзі «Голлівудські фільми на екранах Великої Британії: аналіз американської популярної культури за кордоном».
Було виявлено, що популярні британські фільми знімалися серед освічених режисерів, з верхніх або середніх класів. Однак, люди з нижчих класів показувалися як лиходії або висміювалися. В результаті дослідження показало, що аудиторія кінця 20 століття, яка в основному складалася з робочих людей, нижчих класів, вважали американський кінематограф більш привабливим для перегляду.
Після цих публікацій Ганс почав досліджувати новими в ЗМІ під час радянсько-американської ядерної війни над Кубою 1962 року. Він намагався зрозуміти чому засоби масової інформації закликають до війни. Як зазначив Ганс: «Я вирішив, що якщо вони і я виживуть, я проведу етнографічне дослідження новин, щоб задовольнити мою цікавість».
Для продовження дослідження новин і їх впливу на війну, Ганс мав завершити написання книги «The Levittowners». Ганс мав можливість працювати з відомим американським соціологом Паулем Лазерсфельдом, який отримав фінансування на дослідження того, як телебачення та новини вплинули на вбивство Джона Ф. Кеннеді. Ганс був інтерв'юером у дослідженні Лазарсфельда.
Ганс розпочав свої польові роботи у 1966 році, його проект вивчав як національна преса визначає, що має стати новиною, що — ні. Ганс провів багато часу досліджуючи друковані новини та телевізійні новини, які транслювалися на телебаченні у вечірній час. Це дало змогу порівняти друковані та телевізійні засоби масової інформації. Як зазначає Ганс: «Схожість, найбільш нав'язана основним журналістським методом, який майже не змінився за минуле століття, насправді мала набагато більше відмінностей, що виникли внаслідок розвитку технологій».
Джерела з якої транслюється новина і аудиторія відіграють таку ж велику роль у визначенні наскільки актуальною новина стане. Ганс намагається виокремити менталітет культури за допомогою новин, які дана культура створює та приймає. Ганс використовує емпіричні спостереження, щоб описати, що таке «новини», чому використовується таке подання інформації для окремих категорій новин,. Ганс зазначав: «Журналісти — це найбільш впливові сили в Америці, які кристалізують домінантні цінності в економіці, політиці та суспільстві». Він зробив висновок, що хоча журналісти і намагаються бути абсолютно неупередженими під час збору інформації, однак уникання цінностей не можливе і є нерозривним під час повідомлення новин. Так, він зазначив, що особливо це простежується під час вибору новин, які транслювати або запитань, які задають журналісти. Він вбачав цінності етноцентризму, «альтруїстичної» демократії, капіталізму, модеративності та порядку. Ганс обговорює структуру інформаційних організацій, критерії відповідності історії (враховуючи важливість та інтерес), а також зв'язки журналістів із джерелами.
Також, дослідження включало контент-аналіз програм і журналів, які висвітлювали новини. Наприкінці книги глава присвячене журналістським цінностям, яким Ганс надавав перевагу.
Результати дослідження доповнені безліччю анекдотів та прикладів з наявних новинних звітів 1960-х та 70-х років. Хоча книгу критикують за багато повторювань, однак книга дозволяє критично осмислити «новини», і як журналісти обирають і намагаються «продати» новини аудиторії. Ганс був одним з перших соціологів, який проводив польові роботи в засобах масової інформації. Його книга була опублікована у 1979 році під назвою: «Що є новинами?» (англ. Deciding What's News).
2003 року було опубліковано другу книгу про засоби масової інформації: «Демократію та новини», в якій досліджувалися, якою є роль журналістів для зміцнення американської демократії. У 2003 Ганс отримав річну стипендію в Центрі медіа-досліджень ім. Ганетта Еверетта Денніса та ще через рік у Центрі медіа досліджень Форуму Свободи (Freedom Forum Media Studies Center). В цій книзі Ганс не використовує метод польових робіт, однак все одно продовжив зустрічатися з багатьма журналістами, письменниками та керівниками головних новин. Дослідження виявило, що засоби масової інформації є необхідними для демократії, але ЗМІ є не головним фактором для збереження в країні.
Ганса вважають спеціалістом в області соціології міста, але початкові дослідження стосувалися дослідження громади. Бувши студентом на курсі «класичних польових методів» Еверетта Г'юза, Гансом було проведено невелике дослідження громади для вивчення прес-служби Моріса Яновіца. Після цього Ганс почав цікавитися етнографічними методами в соціології. Ганс неодноразово зазначав, що етнографічний метод дослідження є найбільш науковим з усіх доступних соціологічних методів дослідження, оскільки він передбачає тісний і постійний контакт з досліджуваною групою людей, які можуть надати найбільш надійну інформацію.

## Популярна культура та висока культура
1949 року Ганс написав курсову роботу під назвою «Популярна культура та висока культура» аби закінчити навчання в університеті Чикаго. Спочатку «Популярна культура та висока культура» була видана як коротка стаття, потім доповнена декількома іншими ідеями і в 1974 Ганс видав книгу. Книга описувала п'ять смаків загальної громади та смак культури. Вони були розбиті на класи та описували яким культурним цінностям в засобах масової інформації та мистецтві надавали перевагу громадськість. Ганс неодноразово критикував прихильників, які цінували високу культуру, які стверджували, що лише естетичність високої культури є прийнятною, а культурні вподобання людей відображають рівень їхньої освіти та соціально-економічну позицію.
Ганс стверджував, що сучасному західному суспільству притаманна диверсифікація і плюралізація. Тобто, виникає не єдина «масова культура», а безліч культур, які Ганс назвав «культурами смаку». Ідентифікація індивіда з тією чи іншою «культурою смаку» виникає в залежності від класу, до якого належить індивід. Ганс виділив п'ять видів «культур смаку»: вищу, вищу середню, нижчу середню, нижчу і квазінародну.
Ганс виокремив «дві культурно-політичні течії» для суспільства. Перша передбачає культурну мобільність через освіту, що є причиною створення у індивіда «високого» смаку. Друга передбачає «субкультурне програмування», коли індивід має можливість формувати свій смак без факторів, які б впливали на вподобання індивіда.

### Критика
Роботу Ганса неодноразово критикували за підтримку поп-культури, особливо зі сторони науковців, які займались гуманітарними науками (humanities). Так само, книгу Ганса критикував Пьер Бурдье, який досліджував схожу тематику у своїй книзі яка була опублікована в 1984, під назвою: «Відмінність: соціальна критика та судження про смак». Як зазначає Ганс, Бурдье прийшов до схожого висновку, однак використовував більш детальний аналіз і підтримував високу культуру.

## «The Levittowners: життя та політика в передмісті» (1967 рік)
У 1956 році, коли Ганс навчався в Пенні, Вільям Левітт, будівельник двох попередніх котеджних містечок «Levittowns», оголосив, що він побудує третє котеджне місто в Нью-Джерсі, приблизно в 20 милях від Філадельфії. Ганс придбав там будинок прибув у жовтні 1958 р., що і стало причиною написання його роботи: «The Levittowners: життя та політика в передмісті». Він провів три роки збираючи дані у польових роботах та інтерв'ю. Дослідження «Левіттаун» виявило, як сукупність незнайомих людей об'єднується, щоб створити функціонуючу спільноту.
Ганс дослідив, якою мірою на наскільки сильно класові конфлікти були присутні серед спільноти. В «Левіттауні» були представлені люди молодого віку, переважно з нижчих та середніх класів. Також, Ганс мав на меті дослідити як змінилося життя мешканців після переїзду. Окрім досягнення певних цілей, які переслідували мешканці «Левіттауну» під час переїзду у передмістя, зміни не сильно вплинули на їхнє життя в тій мірі, в якій вони сподівалися.

## «Демократія та новини» (1988 рік)
Як зазначив Ганс: «Демократія та новини» стала продовженням «Американського індивідуалізму», який, незважаючи на його назву, фактично стосувався майбутнього ліберальної демократії". Книга була написана у часи правління президента Рейгана. Ганс мав на меті проаналізувати відмінності між індивідуалізмом працюючих американців середніх та нижчих класів, та індивідуалізмом корпоративної Америки.

## «Уявлення про Америку в 2033: як країна продовжить розвиток після правління Буша» (2009 рік)
В 2008 році Ганс видав одну з останніх книг в якій описувалась державна політика в Америці станом на 2033 рік, політичні процеси і як Америка подолає, економічну кризу. В книзі висвітлювалися соціальні проблеми, як бідність і нерівність, і як Америка знайде шляхи подолання і перетвориться на демократичну, сильну і мирну державу.в 2008 році Ганс видав одну з останніх книг в якій описувалась державна політика в Америці станом на 2033 рік, політичні процеси і як Америка подолає, економічну кризу. В основі твора лежить утопічний світ в якому панує прогрес і справедливість. Як зазначає Ганс, в його книзі є все: «Частина утопії, частина реалізму, мрія ліберала, а також підказки як відновити усі аспекти суспільного життя від здорового глузду до інтелекту після правління Буша». В уявному майбутньому Ганса обрані посадовці, політики, активісти та громадяни перетворили Америку на одну з най гуманніших демократичних держав. У книзі представлені три президенти-демократи які впроваджують  нові внутрішні, зовнішні та соціальні політики.

## Публікації
На офіційному сайті Ганса подана такий перелік публікацій:
- Урівноважена громада (1961)
- The Urban Villagers (1962)[19]
- Levittowners (1967)
- Люди і плани (1968)[20]
- Більше рівності (1973)[21]
- Популярна культура і висока культура (1974)
- Що є новинами: дослідження вечірніх новин CBS, NBC, Newsweek, (Deciding What's News: A study of CBS evening news, NBC nightly news, Newsweek, and Time (1979)
- Американський індивідуалізм (1988)[16]
- Люди, плани і політика (1991)
- Війна проти бідних (1992)
- Розуміння Америки (1999)
- Демократія та новини (1988, 2003)[22]
- Уявлення про Америку в 2033: як країна продовжить розвиток після правління Буша. (Imagining America in 2033: How the Country Put Itself Together After Bush (2009)[23]